# Hendrik Koorevaar

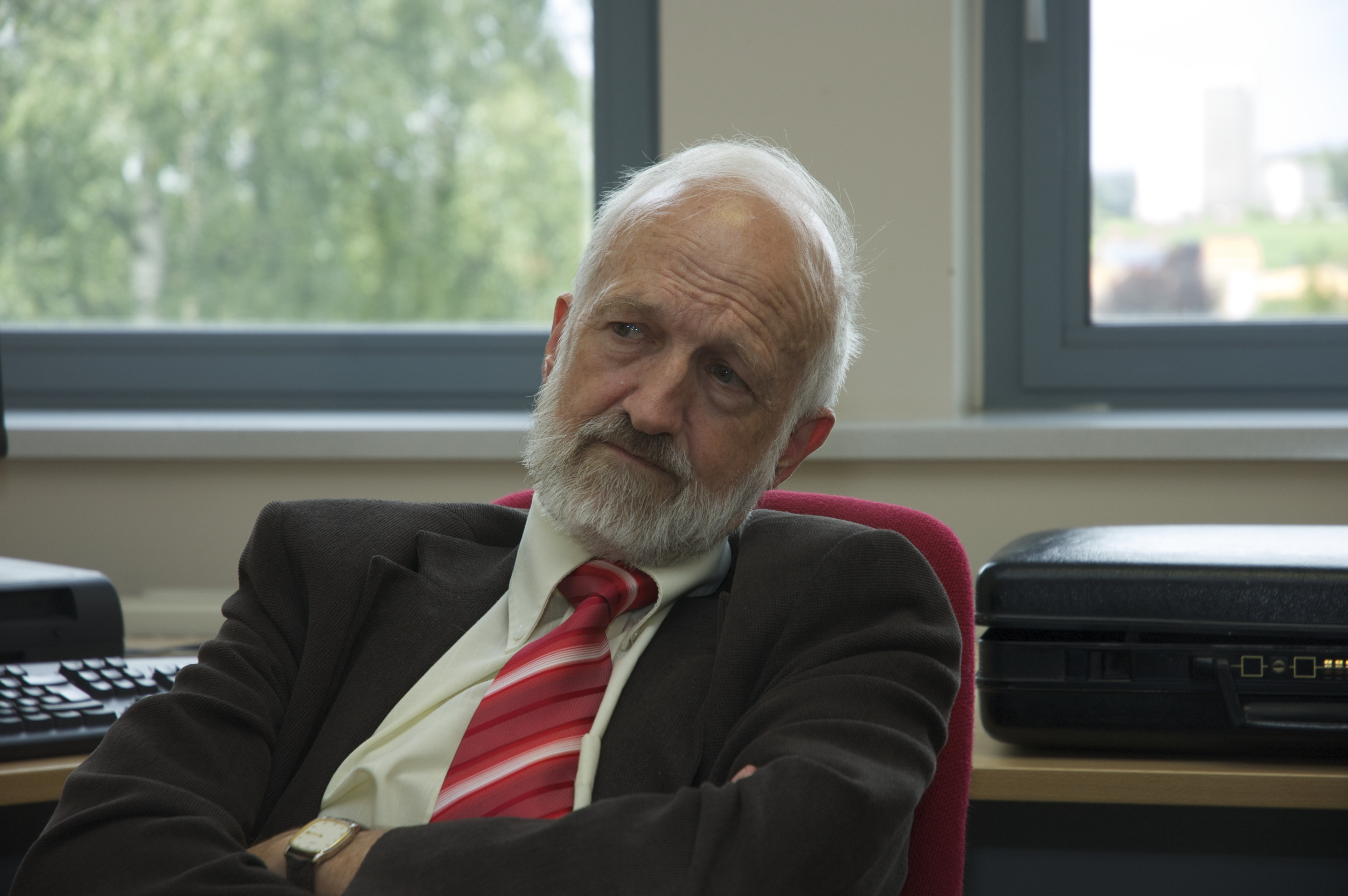
Hendrik Koorevaar (2011)

Hendrik Jacob Koorevaar (* 12. Dezember 1946 in Schoonhoven) ist ein niederländischer Theologe mit dem Schwerpunkt Altes Testament.

## Leben
Er studierte am Nederlands Opleidingsinstituut voor het Buitenland (1965–1967), an der STH Basel (1970–1975) und an der Fakultät für protestantische Theologie (1984–1990). Von 1997 bis 2012 war er Professor für Altes Testament an der Evangelische Theologische Faculteit.

## Schriften (Auswahl)

### Als Autor
- De opbouw van het boek Jozua. Heverlee 1990, ISBN 9071813061.

### Als Mitherausgeber
- mit Mart-Jan Paul: Theologie des Alten Testaments. Die bleibende Botschaft der hebräischen Bibel. Gießen 2016, ISBN 3-7655-9565-9.
- mit Mart-Jan Paul: The earth and the land. Studies about the value of the Land of Israel in the Old Testament and afterwards. Berlin 2018, ISBN 3-631-75062-5.
- mit Walter Hilbrands: Einleitung in das Alte Testament. Ein historisch-kanonischer Ansatz. Gießen 2023 (insg. 31 Autoren beteiligt)